# Марани (порода курей)
Марани (фр. Poule de Marans) — це порода курей м'ясо-яєчного типу, виведена у французькому місті Маран.

## Історія
Марани з'явилися на світ завдяки старанням французьких селекціонерів, які працювали в 1895 році в місті Маран. З огляду на, що це дуже суворий кліматичний регіон, дана порода вже з самого «народження» була стійкою до різних несприятливих факторів. Даний штам удостоївся золотої премії на виставці птахів в 1914 році (проходила в місті Ла-Рошель), після якої і розійшовся по всій Європі. Проте, в Україні про цих красивих курей ще довго ніхто не знав, хоча, варто зазначити, що останнім часом вони все частіше зустрічаються на українських подвір'ях.

## Опис і характеристика
Серед маранів виділяють особин з чорно-мідним, сріблястим і білим кольором пір'я, хоча найбільше захоплення викликає саме перший варіант. 
- Пір'я у чорно-мідного представника породи (він зустрічається найчастіше) повністю чорне зверху, переливається на шиї «золотим намистом», а у птахів відмінною рисою також є яскраві золоті плями на грудях і червонувате пір'я на спині.
- Деяких маранів назвали «золотими зозулями». Їх забарвлення дійсно нагадує зозулине, чергується з чорними і золотистими пір'їнками. Цей варіант забарвлення зустрічається рідше попереднього і особливо цінується заводчиками.
- Також популярний і так званий пшеничний маран. В цьому випадку у птахів виділяються яскраво-золоті пера в районі грудей і на шиї, а курочки характеризуються м'яким жовтим оперенням, хоча в деяких випадках забарвлення може переходити і в золотисто-рудий, іноді з коричневим відтінком.
- Чисто білі представники породи не настільки популярні, так як на їх пір'ї немає ніякого цікавого малюнка, хоча якщо розібратися, то на продуктивність ця обставина ніяк не впливає. Досить цікавим варіантом є «колумбійське забарвлення»: на додаток до білого пір'я на тулубі є чорне «намисто» на шиї[2].

### Темперамент
Марани — активні птиці, дуже рухливі, тому їм потрібен вільний вигул або великий простір в курнику. Характер курей урівноважений, поступливий, не конфліктують з іншими курми і тваринами. Між собою можуть конфліктувати за їжу. Шкоди один одному не завдають — зазвичай втручається головний півень і розганяє самок.
Півні можуть бути з запальним характером, особливо чорні. Самці маранів можуть проявляти агресію до господарів, якщо їм щось не сподобається.

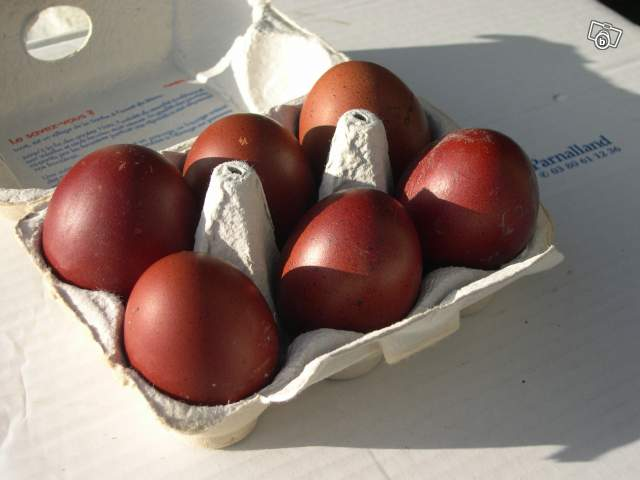
Яйця курей породи марани

### Продуктивність
Дану породу можна сміливо віднести до м'ясо-яєчної групи. Одна несучка здатна знести близько 150 яєць на рік, причому практично всі вони мають шоколадний колір і міцну шкаралупу (саме колір послужив приводом назвати цих курей «птахом, що несе чорні яйця»). Одне яйце в середньому важить від 65 до 75 г і відрізняється високою смаковою якістю.